# میریام کلینک
میریام کلینک مدل، فعال مدنی، و خواننده لبنانی است که جنجال‌های زیادی را آفریده است.

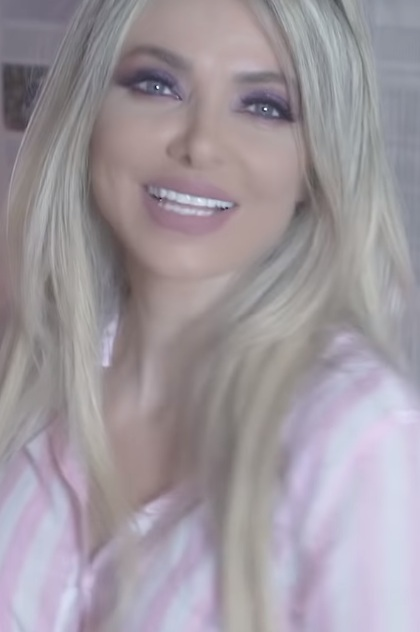
میریام کلینک در ویدئو کلیپ "حُطّو"، نوامبر 2020.

## جنجال‌ها
پس از اینکه میریام کلینک آهنگی با نام عنتر را بروی برنامه زنده تلویزیونی خواند با واکنش‌های بسیاری مواجه شد. منتقدان بر این باور بودند که اعمال او بیش از حد جنسی و تحریک‌کننده بوده‌اند. برخی رقص او را به گربه‌ای در آتش تشبیه کرده‌اند. متن آهنگ به اعضای تناسلی میریام کلینک اشاره‌هایی داشته‌است.
کلینک به هوادارن خود قول داد که آهنگ‌های جنجالی تری از عنتر را خواهد ساخت. در سال ۲۰۱۲ او نماهنگ دیگری از آهنگ خود با نام انقلاب کلینک ساخت و در آن آهنگ انتقادهای تندی را متوجه سیاستمداران لبنان نمود. در این نماهنگ او لباس‌های چرمی به تن دارد و یک مسلسل در دست دارد و این نماهنگ در یک گورستان فیلمبرداری شده‌است. یک روحانی مسلمان و یک کشیش مسیحی از وی به خاطر این نماهنگ به دادگاه شکایت کردند.
در دسامبر ۲۰۱۲ کلینک اعلام کرد که قصد دارد در انتخابات مجلس لبنان در ژوئن ۲۰۱۳ کاندیدا شود. یکی از وعده‌های انتخاباتی او از بین بردن قانون منع اخذ شهروندی لبنانی برای مردهای خارجی است که با زنان لبنانی ازدواج کرده‌اند. در اوت ۲۰۱۳ میریام در صفحه فیس بوک خود نوشت که دو نفر در باغچه خانه او در حال آمیزش بوده‌اند و او با تفنگ خود تیرهای هوایی شلیک کرده تا آن زوج آن محل را ترک کند. مدتی بعد، میریام خر خود را فایرز نامید، این نام یکی از خواننده‌های مشهور لبنان است و این ماجرا حواشی زیادی را به وجود آورد.
در اکتبر ۲۰۱۳ او به برنامه مسابقه‌ای که در کشورهای عربی برگزار می‌شود به شدت انتقاد کرد چرا که در آن برنامه یکی از شرکت کنندگان با خوردن یک مار زنده به مرحله بعد رفت. میریام کلینک از طرفداران حقوق حیوانات است و در این زمینه فعال هست. میریام کلینک در جام جهانی ۲۰۱۴ از تیم ملی ایران حمایت کرده‌است. او از پدری لبنانی و مادری صرب متولد شده‌است.